# سم اسمیت
ساموئل فردریک «سَم» اسمیت (به انگلیسی: Samuel Frederick "Sam" Smith)(زادهٔ ۱۹ مهٔ ۱۹۹۲) خواننده و آهنگساز بریتانیایی است. او تاکنون برندهٔ جوایزی همچون جایزه گرمی و جایزه بریت شده‌است. اسمیت نخستین آلبوم استودیویی خود، در ساعت تنهایی را در ۲۶ مه ۲۰۱۴ منتشر کرد؛ که سومین تک‌آهنگ آن بنام با من بمان به موفقیت‌های بین‌المللی بسیاری رسید و  در جایگاه دوم جدول صد آهنگ داغ بیلبورد آمریکا جای گرفت.

## زندگی حرفه‌ای

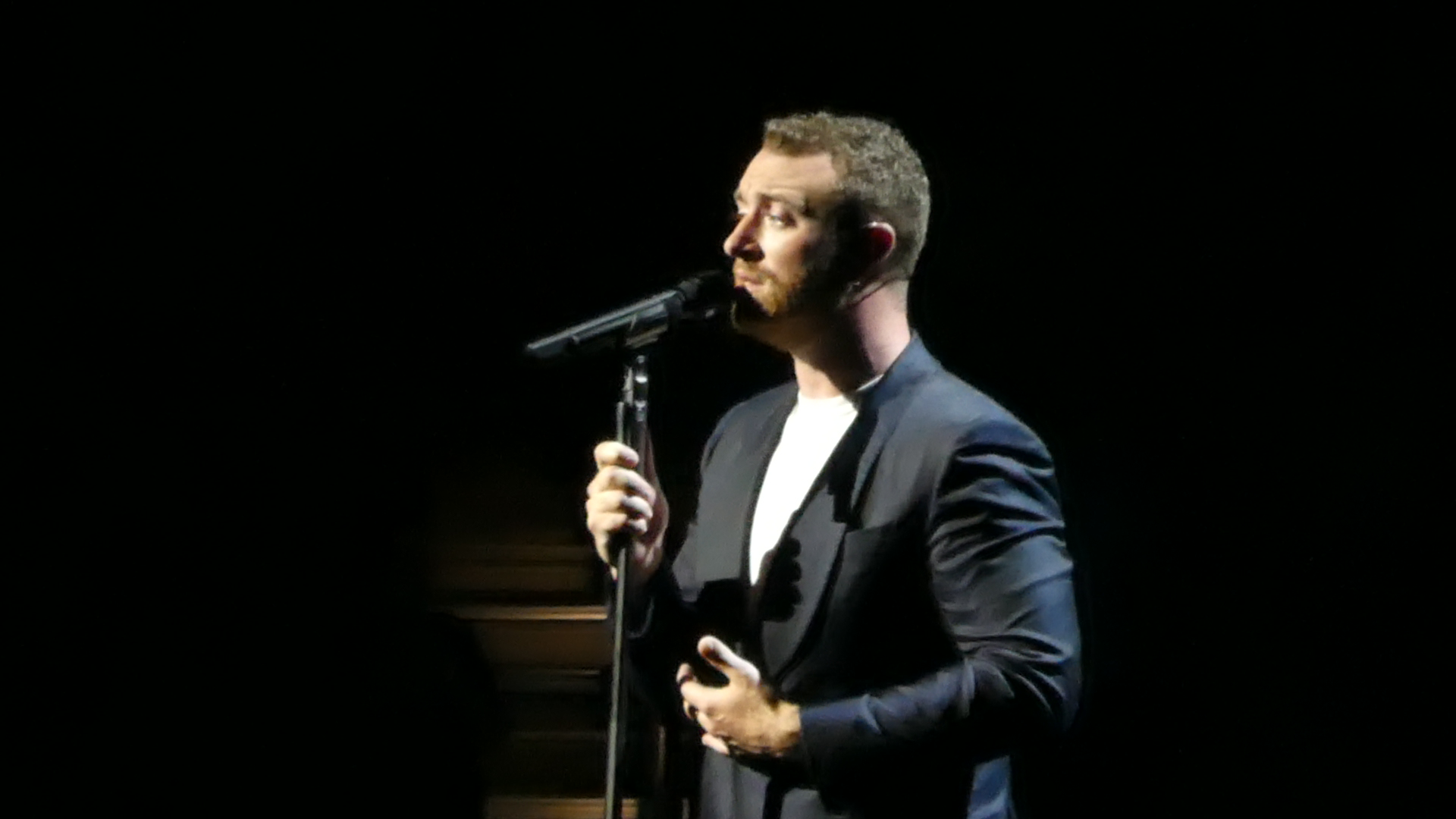
سام اسمیت در حین کنسرت به عنوان بخشی از تور جهانی The Thrill Of It All (2018)

سم اسمیت در اکتبر ۲۰۱۲ با همکاری گروه دیسکلاشر در ترانهٔ «latch» که در جایگاه ۱۱ جدول ترانه‌های برتر انگلستان جای گرفت، به شهرت رسید. در مه ۲۰۱۳ با همکاری با ناتی بوی در تک‌آهنگ «la la la» که در جایگاه نخست جدول انگلستان قرار گرفت به شهرتش افزوده شد.
اسمیت در دسامبر ۲۰۱۳ نامزد دریافت جایزهٔ «منتقدان بریت اواردز ۲۰۱۴» و «صدای ۲۰۱۴ بی‌بی‌سی» شد که هر دو جایزه را از آن خود کرد.
سم تحت تأثیر کارهای ادل و امی واینهاوس قرار گرفته او همچنین به کارهای ماریا کری، بیانسه، لیدی گاگا و ویتنی هوستون نیز علاقه‌مند است.
سم اسمیت در دسامبر ۲۰۱۴ نامزد ۶ جایزهٔ گرمی شد که در ۵۷مین مراسم جایزه گرمی در فوریهٔ ۲۰۱۵ برندهٔ چهار جایزه از جمله بهترین هنرمند جدید، ضبط سال و ترانه سال (برای ترانهٔ با من بمان) و بهترین آلبوم پاپ (برای آلبوم در ساعت تنهایی) شد. او در سال ۲۰۱۶ برنده جایزه اسکار (برای آهنگ "نوشته‌های روی دیوار") از سری فیلم‌های جیمزباند شد.

## زندگی شخصی

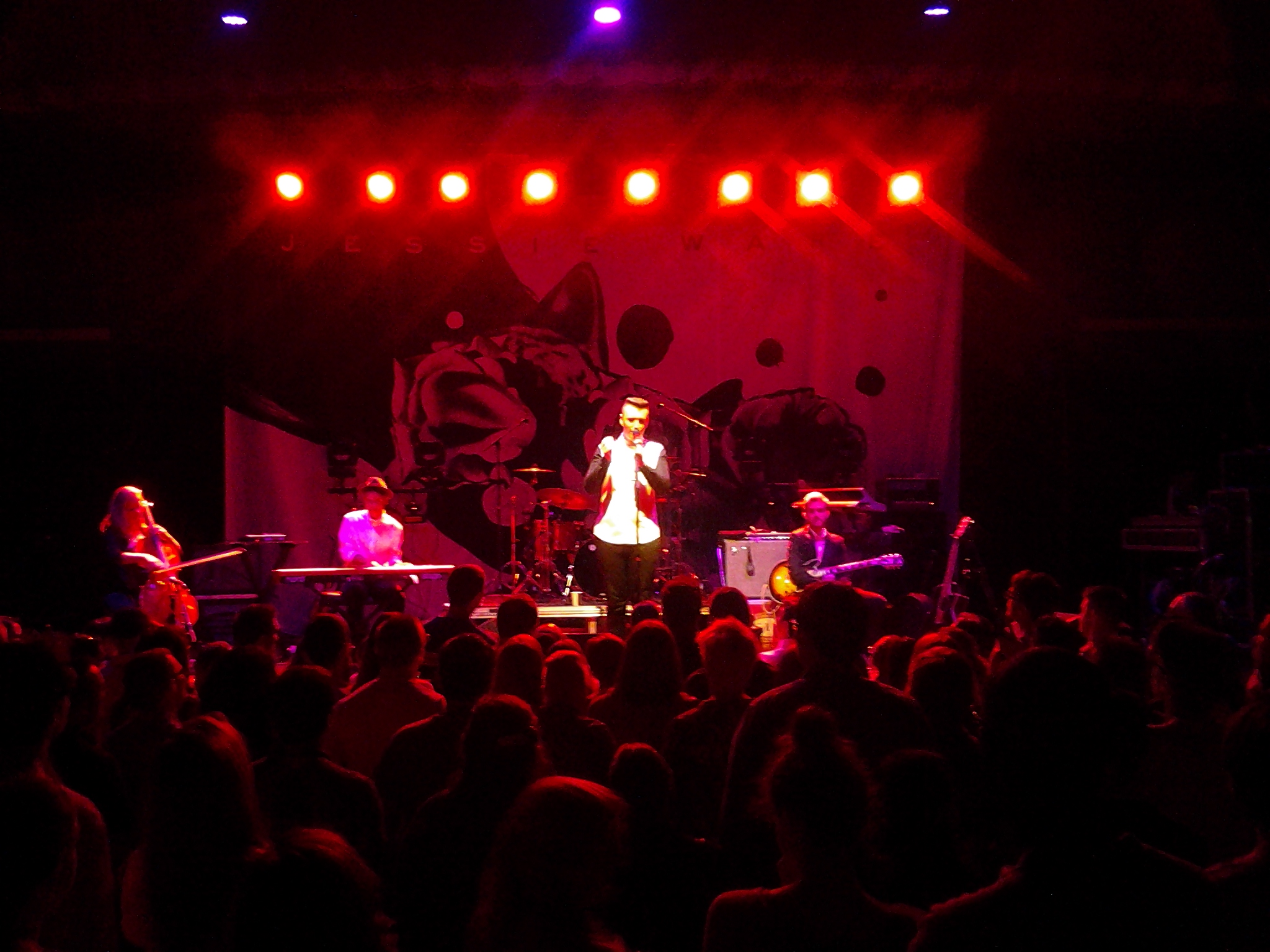
اجرای زنده سام اسمیت در بوستون سال ۲۰۱۳

اسمیت در مه ۲۰۱۴، در مصاحبه‌ای اعلام کرد که همجنس‌گرا است. او همچنین به عشق نافرجام خود اشاره و اعلام کرد: «[آلبوم] دربارهٔ پسری است که سال گذشته عاشقش شدم و او متقابلاً به من عشق نورزید.» او در گذشته با برندون فلین در رابطه بود.

## آلبوم‌شناسی
آلبومهای استودیویی
- در ساعت تنهایی (۲۰۱۴)
- هیجان همه این‌ها (۲۰۱۷)
- عشق می‌رود (۲۰۲۰)
- گلوریا (۲۰۲۳)

آلبومهای مستقل
- سم اسمیث پسر دیوا (سردسته خواننده های زن اپرا) (۲۰۱۹)

آلبومهای زنده
- اجرای زنده از عرشه کشتی (۲۰۱۴)
- اجرای زنده در اسپکتیتور (۲۰۱۹)

آلبومهای رمیکس
- نوارهای گمشده - رمیکس شده (۲۰۱۵)

مینی آلبومها
- نیروانا (۲۰۱۳)
- تک‌آهنگ‌های اسپاتیفای (۲۰۱۸)
- رقص (۲۰۲۰)
- دل شکسته (۲۰۲۰)
- ترمیم (۲۰۲۰)
- رکابدار (۲۰۲۰)
- ریمیکس (۲۰۲۰)

## جایزه‌ها و نامزدی‌ها
| سال  | سازمان                    | جایزه                                   | کار                | نتیجه    | منبع   |
| ---- | ------------------------- | --------------------------------------- | ------------------ | -------- | ------ |
| ۲۰۱۳ | جایزهٔ MOBO                | بهترین تازه‌وارد                         | خودش               | نامزدشده |        |
| ۲۰۱۳ | جایزهٔ MOBO                | بهترین ترانه                            | لا لا لا           | برنده    |        |
| ۲۰۱۳ | جایزهٔ MOBO                | بهترین نماهنگ                           | لا لا لا           | برنده    |        |
| ۲۰۱۴ | جایزهٔ بریت                | تک‌آهنگ سال                              | لا لا لا           | نامزدشده | [ ۱۰ ] |
| ۲۰۱۴ | جایزهٔ بریت                | انتخاب منتقدان                          | خودش               | برنده    | [ ۱۱ ] |
| ۲۰۱۴ | بی‌بی‌سی                    | صدای ۲۰۱۴                               | خودش               | برنده    | [ ۱۲ ] |
| ۲۰۱۴ | جایزهٔ MOBO                | بهترین هنرمند مرد                       | خودش               | برنده    |        |
| ۲۰۱۴ | جایزهٔ MOBO                | بهترین ترانه                            | با من بمان         | برنده    |        |
| ۲۰۱۴ | جایزهٔ MOBO                | بهترین آلبوم                            | ساعت تنهایی        | برنده    |        |
| ۲۰۱۴ | جایزهٔ MOBO                | بهترین هنرمند سول/ریتم و بلوز           | خودش               | برنده    |        |
| ۲۰۱۴ | ام‌تی‌وی                    | نام جدید برای ۲۰۱۴                      | خودش               | نامزدشده | [ ۱۳ ] |
| ۲۰۱۴ | جوایز موسیقی ام‌تی‌وی اروپا | بهترین هنرمند جدید                      | خودش               | نامزدشده |        |
| ۲۰۱۴ | جوایز موسیقی ام‌تی‌وی اروپا | بهترین پوش اکت                          | خودش               | نامزدشده |        |
| ۲۰۱۴ | جوایز موسیقی ام‌تی‌وی اروپا | بهترین اجرای پادشاهی متحد و ایرلند      | خودش               | نامزدشده |        |
| ۲۰۱۴ | جوایز موسیقی ام‌تی‌وی اروپا | بهترین ترانه                            | با من بمان         | نامزدشده |        |
| ۲۰۱۴ | جایزه ام‌تی‌وی ۲۰۱۴         | هنرمند دیدنی                            | خودش               | نامزدشده |        |
| ۲۰۱۴ | جایزه ام‌تی‌وی ۲۰۱۴         | بهترین نماهنگ مرد                       | با من بمان         | نامزدشده |        |
| ۲۰۱۴ | جایزه کیو                 | بهترین هنرمند جدید                      | خودش               | برنده    | [ ۱۴ ] |
| ۲۰۱۴ | جایزه هالیوود جدید        | ترانه تابستان/پخش دی‌جی                  | با من بمان         | نامزدشده |        |
| ۲۰۱۴ | جایزه هالیوود جدید        | جذابترین هنرمند                         | خودش               | نامزدشده |        |
| ۲۰۱۴ | جایزه هالیوود جدید        | هنرمند کشف‌شدهٔ موسیقی                    | خودش               | برنده    |        |
| ۲۰۱۴ | جوایز موسیقی آمریکا       | هنرمند جدید سال                         | خودش               | نامزدشده |        |
| ۲۰۱۴ | جوایز موسیقی آمریکا       | هنرمند محبوب مرد پاپ/راک                | خودش               | برنده    |        |
| ۲۰۱۵ | جایزهٔ انتخاب مردم         | هنرمند مرد محبوب                        | خودش               | نامزدشده |        |
| ۲۰۱۵ | جایزهٔ انتخاب مردم         | هنرمند کشف‌شدهٔ محبوب                     | خودش               | نامزدشده |        |
| ۲۰۱۵ | جایزهٔ انتخاب مردم         | ترانه محبوب                             | با من بمان         | نامزدشده |        |
| ۲۰۱۵ | جایزهٔ انتخاب مردم         | آلبوم محبوب                             | در ساعت تنهایی     | نامزدشده |        |
| ۲۰۱۵ | جایزهٔ گرمی                | جایزه گرمی برای بهترین آلبوم سال        | در ساعت تنهایی     | نامزدشده |        |
| ۲۰۱۵ | جایزهٔ گرمی                | بهترین آلبوم آوازی پاپ                  | در ساعت تنهایی     | برنده    |        |
| ۲۰۱۵ | جایزهٔ گرمی                | جایزه گرمی برای بهترین ضبط سال          | با من بمان         | برنده    |        |
| ۲۰۱۵ | جایزهٔ گرمی                | جایزه گرمی برای بهترین ترانه سال        | با من بمان         | برنده    |        |
| ۲۰۱۵ | جایزهٔ گرمی                | جایزه گرمی برای بهترین اجرای پاپ تک‌نفره | با من بمان         | نامزدشده |        |
| ۲۰۱۵ | جایزهٔ گرمی                | جایزه گرمی برای بهترین هنرمند جدید      | خودش               | برنده    |        |
| ۲۰۱۵ | جایزه بریت                | بهترین هنرمند مرد                       | خودش               | نامزدشده |        |
| ۲۰۱۵ | جایزه بریت                | هنرمند                                  | خودش               | برنده    |        |
| ۲۰۱۵ | جایزه بریت                | جایزه موفقیت جهانی                      | خودش               | برنده    |        |
| ۲۰۱۵ | جایزه بریت                | بهترین نماهنگ بریتانیایی                | با من بمان         | نامزدشده |        |
| ۲۰۱۵ | جایزه بریت                | تک‌آهنگ سال                              | با من بمان         | نامزدشده |        |
| ۲۰۱۵ | جایزه بریت                | آلبوم سال                               | در ساعت تنهایی     | نامزدشده |        |
| ۲۰۱۶ | گلدن گلوب                 | بهترین موسیقی متن SPECTRE               | نوشته‌های روی دیوار | پیروز    |        |